# Marienkirche (Grundhof)

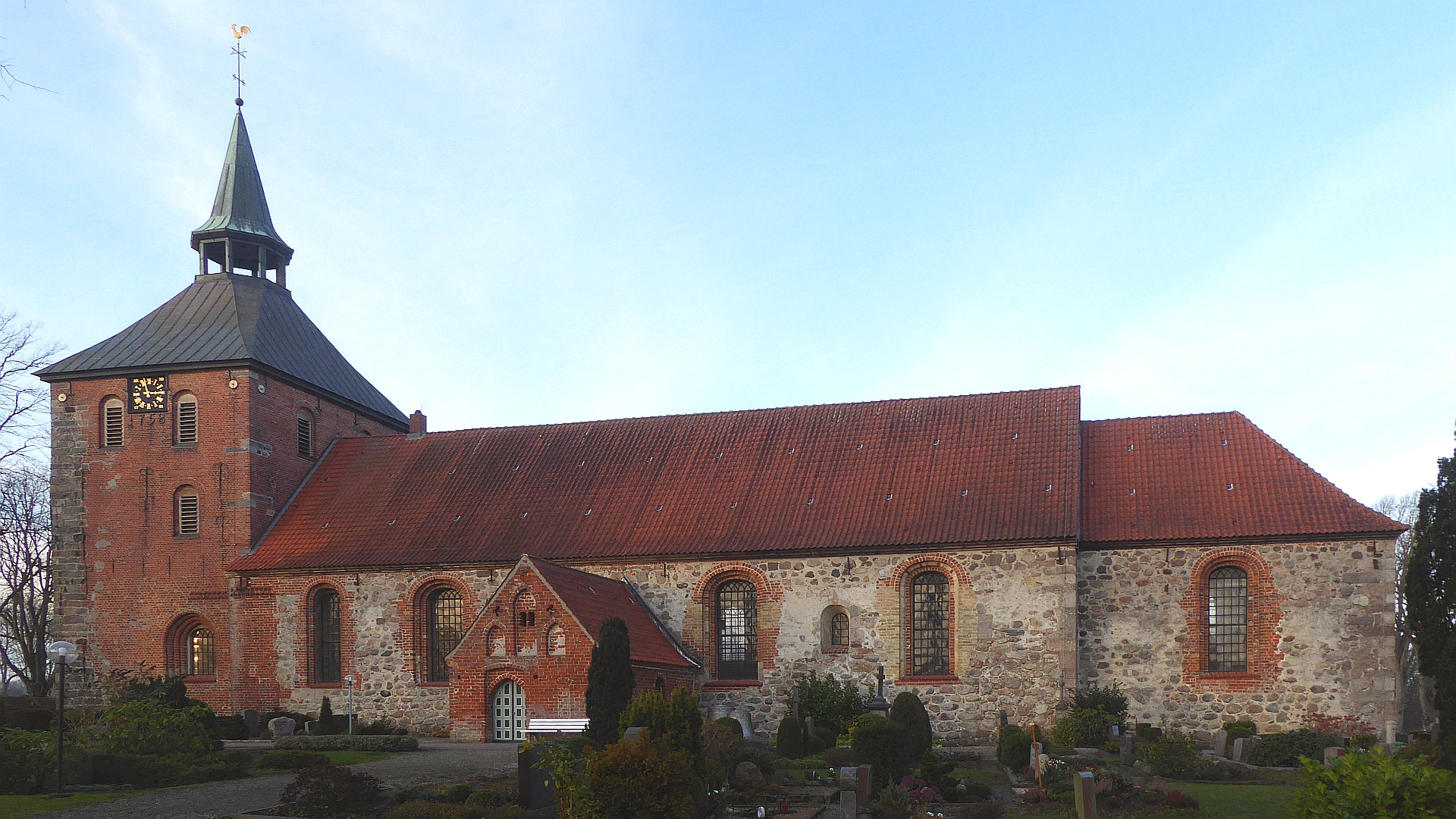
Die Marienkirche in Grundhof, von der Südseite aus betrachtet

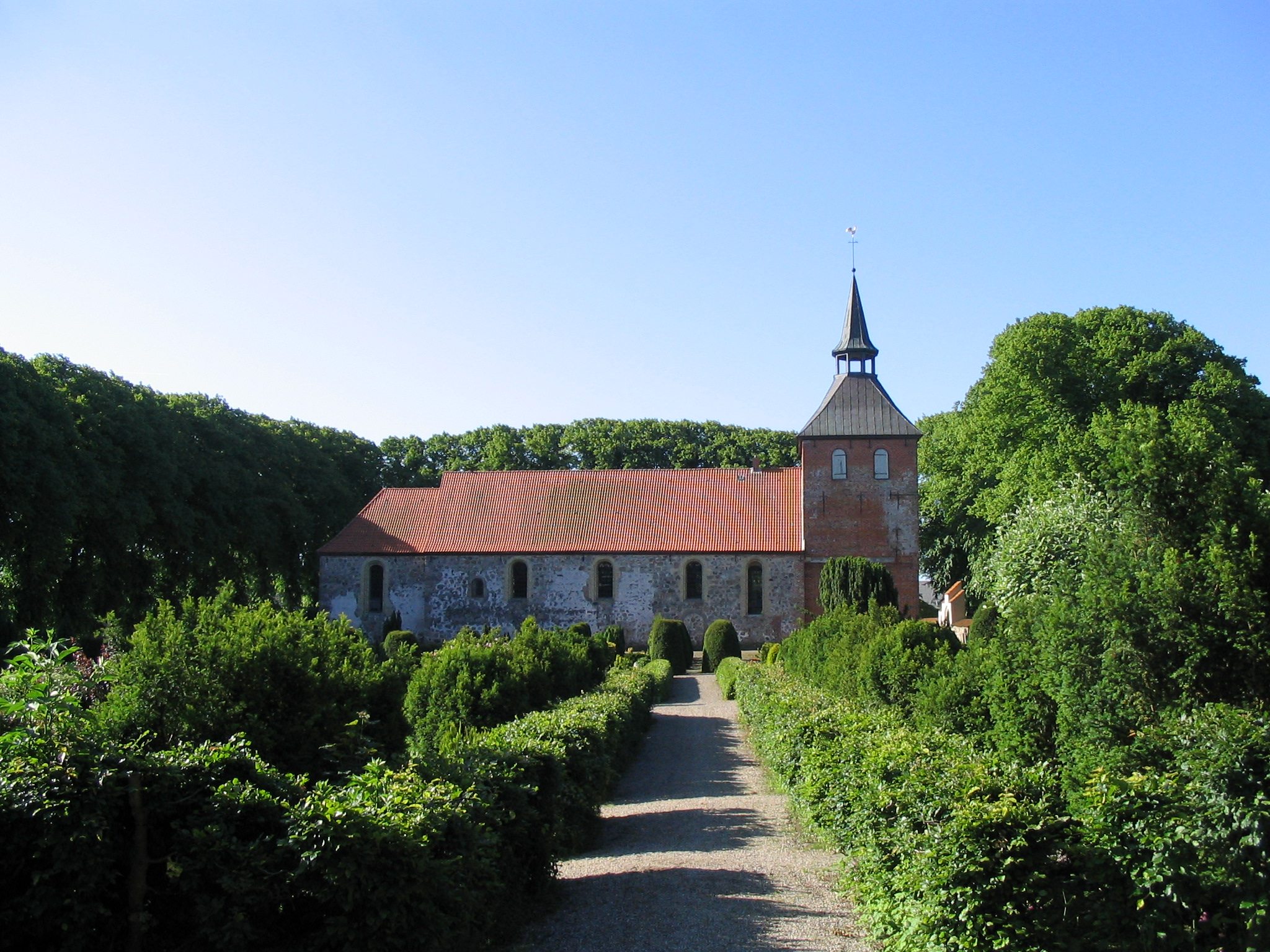
Die Marienkirche in Grundhof, von der Nordseite aus betrachtet

Die Grundhofer St.-Marien-Kirche ist eine spätromanische Feldsteinkirche aus der Mitte des 12. Jahrhunderts. Das bis zu 1,2 m dicke Mauerwerk wurde ursprünglich aus gespaltenen Feldsteinen errichtet. Mitte des 15. Jahrhunderts wurden aus Backstein die spätgotische Vorhalle und der Turm angefügt. Im Laufe der Zeit wurden an vielen Stellen bei Umbauten Backsteine auch in die alten Feldsteinmauern eingefügt.
Die Grundhofer Kirche ist mit 500 Sitzplätzen die größte der alten Dorfkirchen in Angeln. Sie hat eine Holzdecke und einen schmalen Chor. Man betritt die Kirche durch das Vorhaus im Süden. Das Portal im Westen wird normalerweise nicht genutzt.

## Geschichte des Kirchengebäudes

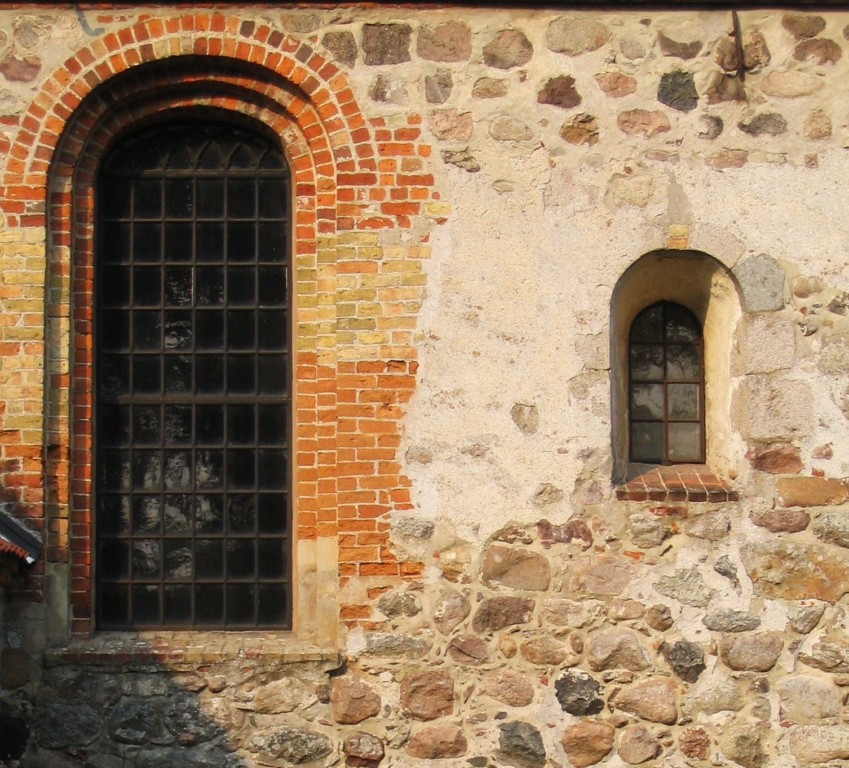
Südwand der Grundhofer Kirche mit einem der ursprünglichen Fenster

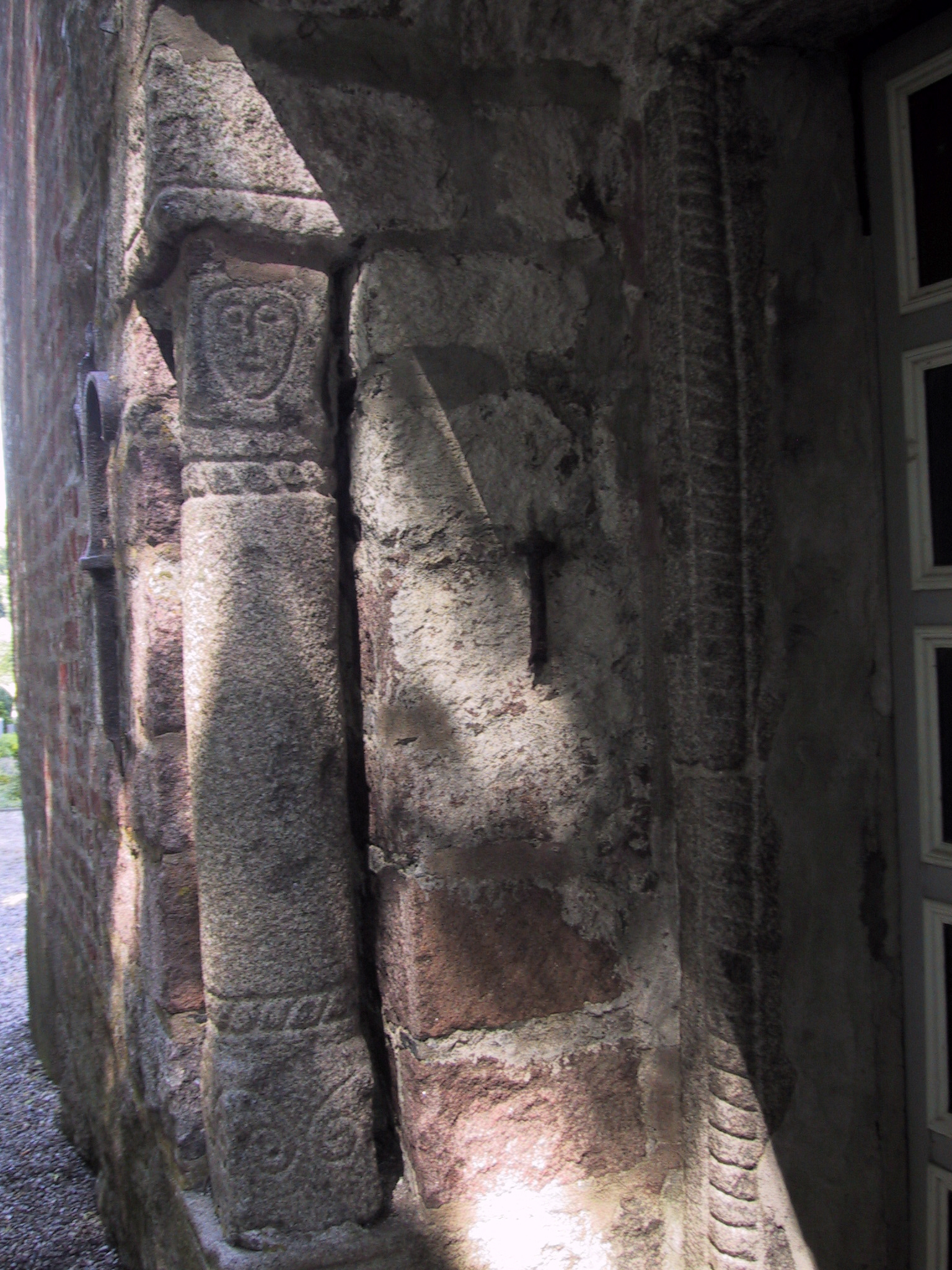
Das 1699 errichtete Westportal mit einer „Fratzen“-Säule, die dem wiederverwendeten romanischen Türrahmen von 1200 angepasst wurde

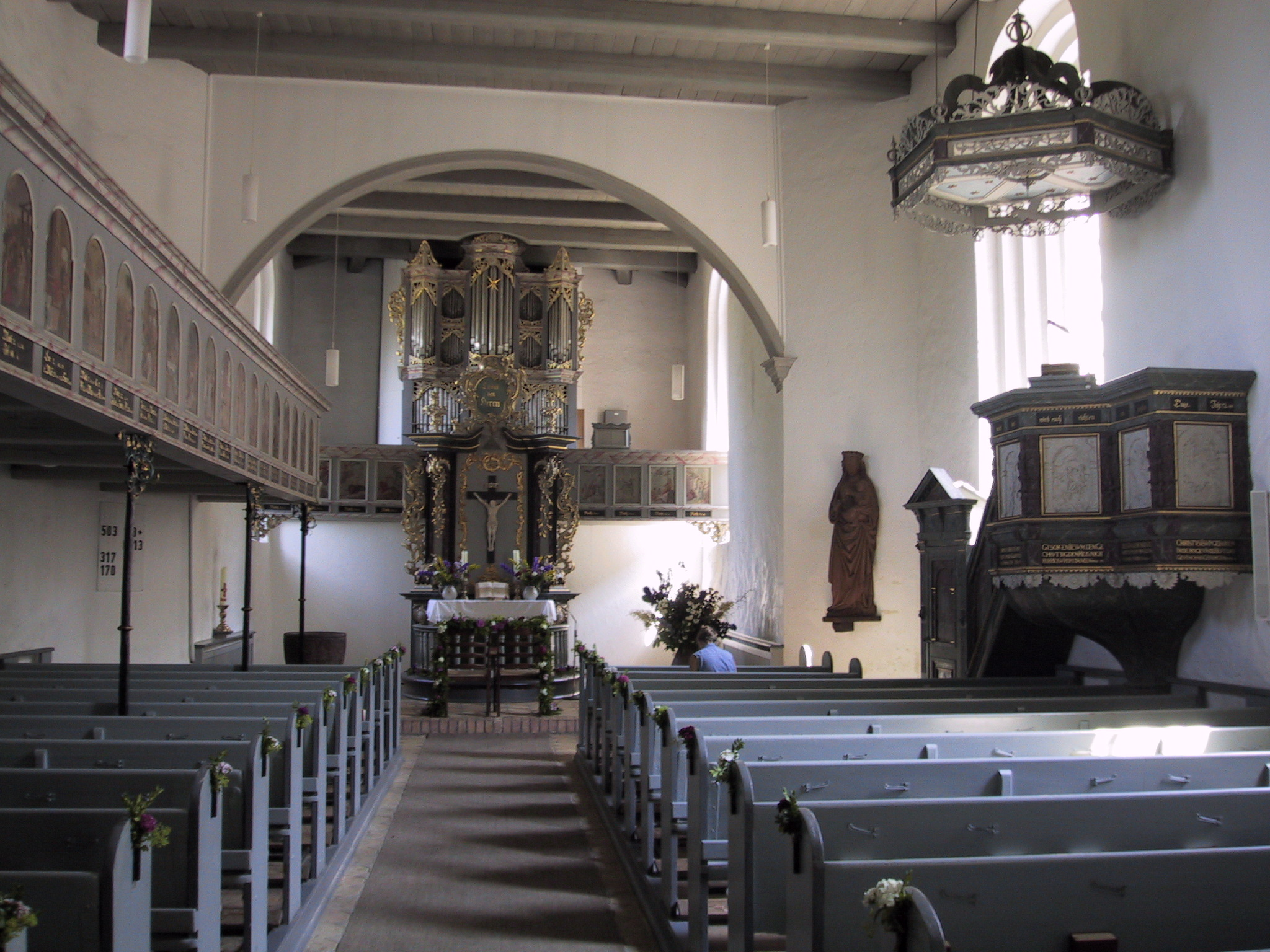
Blick Richtung Altar, mit Bildertafeln auf der Empore, Orgel, Taufstein, Marienfigur und Kanzel

### Bau vor 1200
Unweit der Grundhofer Kirche hat man Urnenfelder gefunden, so dass man davon ausgeht, dass die Kirche auf einer vorchristlichen Kultstätte gebaut wurde.
Die nach Osten ausgerichtete Kirche wurde zunächst ohne Turm errichtet. Wie in Angeln üblich gab es sowohl auf ihrer Nord- als auch der Südseite ein Portal, durch die Frauen und Männer getrennt die Kirche betraten. Ungewöhnlich ist, dass beide Türen einander nicht gegenüberlagen. Aufgrund dieser Tatsache und der Proportionen des Kirchraumes vermutet man, dass die Kirche noch während der Bauphase nach Westen hin verlängert wurde. In der Nordwand befanden sich drei und in der Südwand sechs kleine Rundbogenfenster.
Zum ersten Mal urkundlich erwähnt wurde die Kirche 1209, als Bischof Nikolaus von Schleswig die Verfügung erließ, dass die Kirchen in Broager, Munkbrarup und Grundhof den Zehnten an das Rudekloster in Glücksburg liefern sollten. Die Grundhofer Kirche hatte damals die höchste Summe zu bezahlen. Man mag darin ein Indiz für die damalige Bedeutung oder Größe des Kirchspiels sehen.

### Erweiterungen um 1450
Um 1450 wurden das seitliche Vorhaus und die Friedhofsmauer errichtet. Die Kirche erhielt einen Turm aus Backsteinen, der den vorher genutzten Glockenstapel ersetzte. Der neu errichtete Kirchturm war mit 63 Metern der höchste in Angeln. Auch der spätgotische Schnitzaltar, von dem nur noch die Marienfigur erhalten ist, stammt aus dieser Zeit. Gemäß der Überlieferung erfolgte der Ausbau durch einen Ritter des benachbarten Gutes Lundsgaard, der dadurch einen Mord sühnen wollte.

### Erster Brand und Umbauten am Turm
1614 schlug ein Blitz in die hölzerne Kirchturmspitze. Zimmermann Hans Lassen aus Bönstrup kappte den brennenden Turm, rettete dadurch die Kirche. Er errichtete den Turm bis 1616 neu, nur noch mit einer Höhe von 55 m.
1699 wurde die Kirche erweitert. Man baute ein Westportal, ein sogenanntes „Rücksprungportal“, ein, für den Rahmen verwendete man viereckige Türrahmen aus der Zeit um 1200. Der äußere Türrahmen wird durch zwei Säulen mit „Fratzen“ flankiert, die im alten romanischen Baustil in Granit gehauen wurden. Teile des Gebäudes sowie des Turmes wurden zum Schutz des über die Jahrhunderte angegriffenen Ziegelmauerwerks mit Granitquadern verblendet. Aus dieser Zeit stammt auch das schmiedeeiserne Wappen des dänischen Königs Friedrich lV. über dem Westportal.

### Zweiter Brand und der Wiederaufbau der Kirche
Am 16. Februar 1756 schlug der Blitz erneut in den Kirchturm ein, dieser ging in Flammen auf und die gesamte Kirche brannte aus. Gerettet wurden die Madonna, der Kanzelkorb, der Messingleuchter, der Taufstein und einige Pfeifen aus dem Orgelprospekt. Mit Hilfe einer von König Friedrich V. genehmigten Kollekte von etwa 10.300 Mark wurde die Kirche zwischen 1757 und 1762 unter der Leitung von Tobias Wendler aus Unewatthof wieder aufgebaut. Dies prägte das heutige äußere Aussehen der Kirche. Die Schiffs- und Chormauern wurden um etwa 1 m erhöht. Große Rundbogenfenster wurden in die Nord- und Südwand gebrochen, und die Ostwand des Turmes um 3 m nach Westen versetzt. Dadurch wurde der Kirchenraum insgesamt beträchtlich erweitert. Der Turm erreichte nun eine Höhe von 32 m.

### Neugestaltung des Innenraums von 1862 und 1962
1862 wurde der Kirchenraum in Brauntönen neu gestaltet und die Wände mit Ornamenten bemalt. Das bisherige aus drei Blöcken bestehende Gestühl ersetzte man durch zwei neue Seitenblöcke. Eine halbkreisförmige Abendmahlsbank fand vor dem Altar ihren Platz.
1962 und 1963 übertünchte man die hundertjährigen Wandornamente wieder weiß und lackierte das Gestühl in den ursprünglichen Grautönen. Ferner verkleinerte man die Empore auf der Nordseite um 1 m Gesamtbreite, und versetzte die Kanzel, die dicht neben dem Seiteneingang befestigt war, weiter in Richtung Altar. Die Bankreihen rechts und links des Altars wurden entfernt und unter der Orgelempore errichtete man eine Sakristei. Eine kleine Leichenhalle fand ihren Platz in der Turmhalle.

## Ausstattung

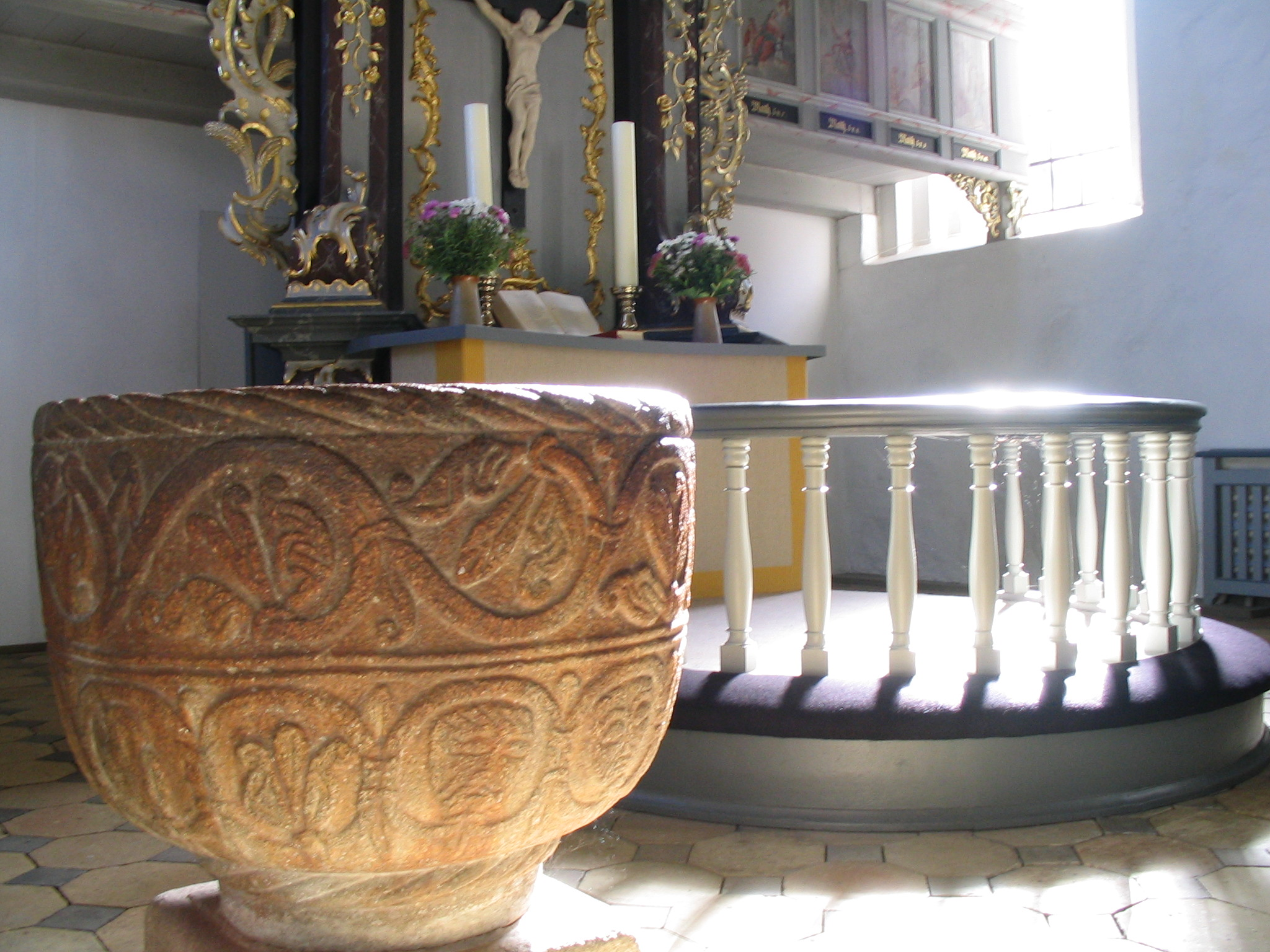
Taufstein in Grundhof, Horder zugeschrieben

### Taufstein
Der mittelalterliche aus rotbraunem Granit gehauene Taufstein ist das einzige nach dem Brand von 1756 erhaltene romanische Stück. Er wird dem Steinmetzen Horder zugeschrieben, der um das Jahr 1180 gewirkt hat und auf der dänischen Halbinsel Djursland eine berühmte Steinmetzschule schuf. Ursprünglich hatte der Taufstein seinen Platz unter dem Kronleuchter in der Nähe des Seitenportals, heute steht er links an der Seite des Altars.
Im unteren Bereich des Granitsteines sind sieben fratzenartige Köpfe dargestellt, darüber eine Akanthusranke mit Blüten und Blättern. Den unteren und oberen Abschluss bilden endlose Taubandringe, das Erkennungszeichen des Steinmetzes Horder. Der romanische Sockel des Taufsteins fiel mutmaßlich dem Brand von 1756 zum Opfer, der heutige Fuß wurde wahrscheinlich nach dem Brand angefertigt.

### Marienfigur
Etwa um 1450 erhielt die Kirche einen spätgotischen Hochaltar mit einer geschnitzten Marienfigur, der „schönen Madonna“. 1458 wurde dieser Altar von Bischof Nikolaus von Schleswig geweiht. Die 177,5 cm hohe Skulptur wurde vor dem Brand 1756 gerettet. Es fehlen ihre rechte Hand sowie beide Hände des Jesuskindes, das sie auf dem linken Arm hält. Ihre ursprüngliche Bemalung ist nur noch in Spuren zu erkennen.
1996 wurde der Gemeinde Grundhof aus Anlass der 800-Jahr-Feier eine originalgetreue Nachbildung überreicht, deren Herstellung und Kosten der Lions-Club Angeln übernommen hatte. Sie wurde an der Südostwand der Kirche angebracht. Das Original ist im Flensburger Stadtmuseum zu besichtigen.

### Kanzel

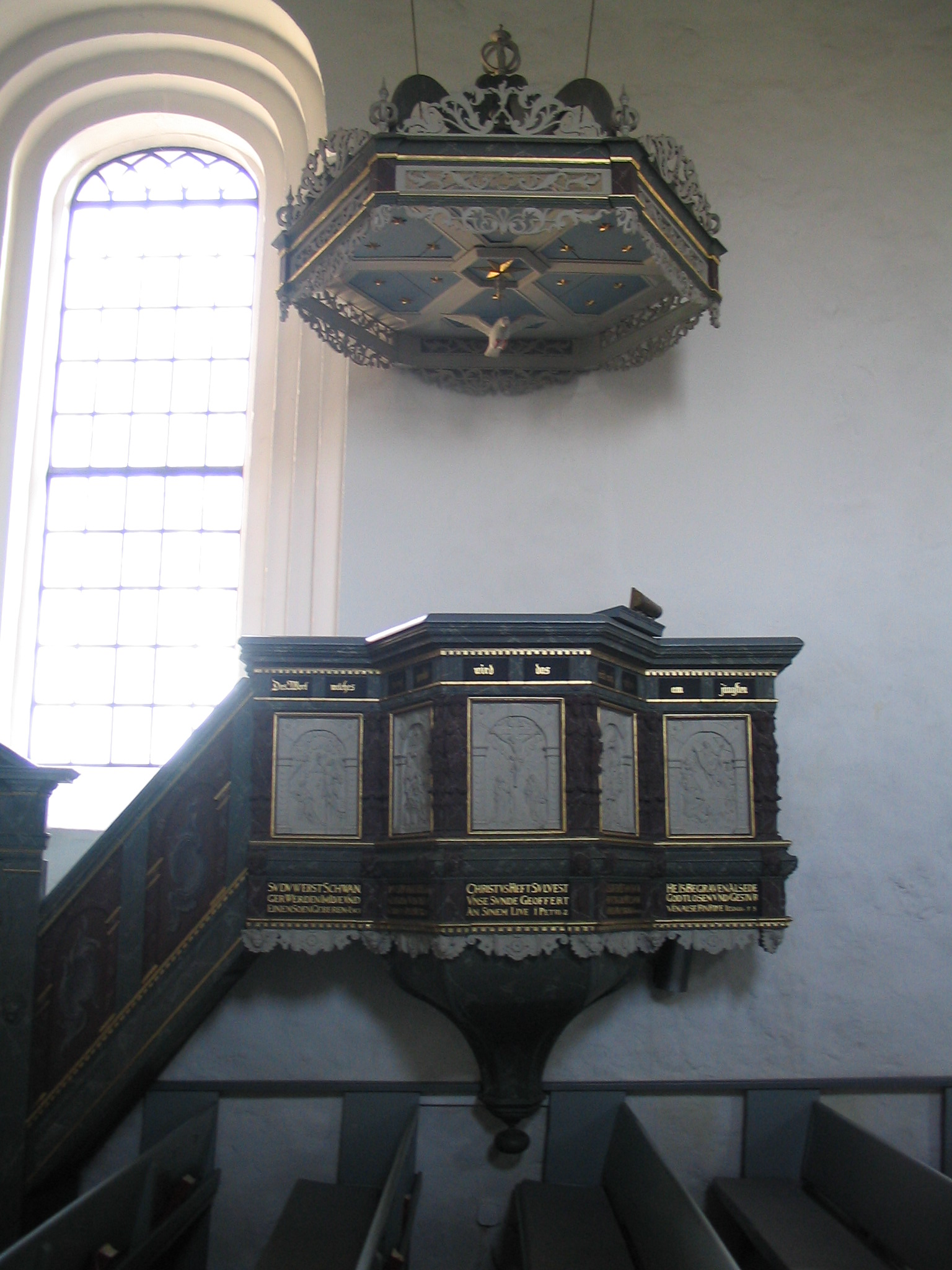
Kanzel

Die Kanzel, in der Form des Schiffsbrückentypus, wurde der Kirche 1606 geschenkt und bei dem großen Brand gerettet. Sie stammt aus der Werkstatt des Flensburger Bildschnitzers Heinrich Ringerink, der als einer der bedeutendsten Bildschnitzer um 1600 gilt. Die Kanzel ist ein Beispiel guter Renaissance-Schnitzkunst.
Die Halbreliefs zeigen Szenen aus dem Leben Jesu Christi mit plattdeutsche Bildunterschriften. Die Unterschriften von Grablegung und Auferstehung sind vertauscht.

### Altar

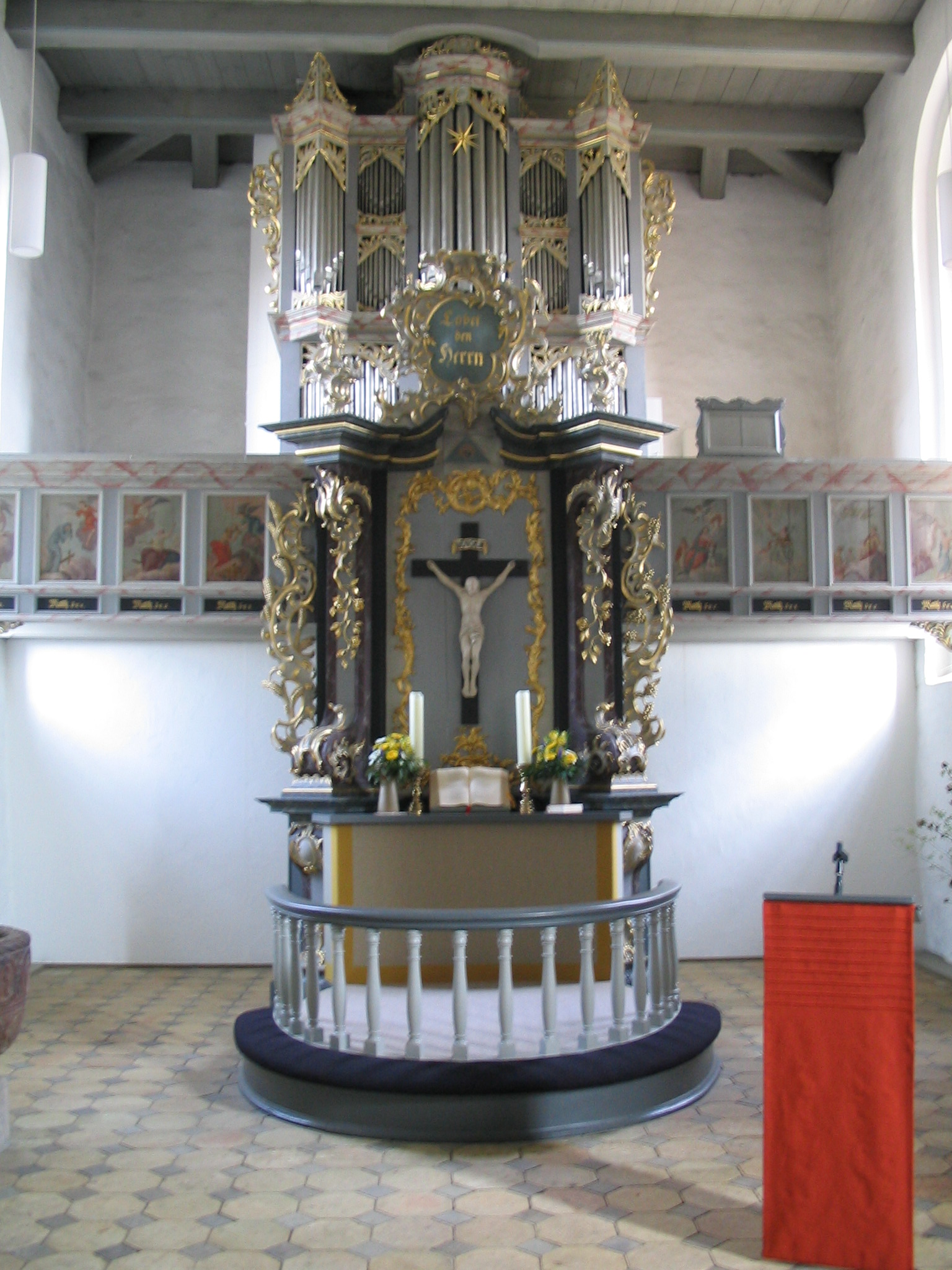
Altar und Orgel der Grundhofer Kirche bis 2019

Der Altar und der Orgelprospekt wurden von dem Flensburger Bildhauer Friedrich Windekiel geschaffen. Er ist im Stil des Rokoko gestaltet.

### Orgel
Die erste Orgel wird 1538 erwähnt. 1741 bis 1743 baute der Orgelbaumeister Johann Dietrich Busch aus Itzehoe für die St.-Marien-Kirche eine neue Orgel. Das Feuer von 1756 ließ nur einige Prospektpfeifen unversehrt. Diese Pfeifen verwendete Johann Daniel Busch, der Sohn des Johann Dietrich Busch, der dessen Werkstatt weiterführte, für eine neue Orgel. Diese hatte aufgrund ihrer Anzahl von Registern ein für eine Dorfkirche herausragendes Orgelwerk.
Erheblich erweitert wurde sie 1834 von der Apenrader Firma Marcussen & Reuter. Sie wurde 1894 von Hansen aus Flensburg nochmals verändert und 1956 von der Firma Tolle aus Preetz restauriert. 1969 bis 1971 setzte die Firma Paschen aus Leck das Instrument instand und gestaltete es neu. Es wurde u. a. die Registertraktur elektrifiziert. 2012 wurde der Orgelbauverein gegründet mit dem Ziel, die Busch-Orgel von 1760/1762 wiederherzustellen. Im Herbst 2019 wurde die Orgel abgebaut und in die Orgelbauwerkstatt von Rowan West transportiert. Am Reformationstag 2020 wurde die rekonstruierte Busch-Orgel in einem Gottesdienst von dem Grundhofer Organisten Matthias Schmidt eingeweiht.
Disposition bis 2019
| I Hauptwerk C–g3 |             |       |
| 1.               | Quintatön   | 16′   |
| 2.               | Prinzipal   | 08′   |
| 3.               | Gedackt     | 08′   |
| 4.               | Praestant   | 04′   |
| 5.               | Blockflöte  | 04′   |
| 6.               | Nasat       | 2 ⁄3′ |
| 7.               | Flöte       | 02′   |
| 8.               | Mixtur IV–V |       |
| 9.               | Dulzian     | 08′   |
|                  | Zimbelstern |       |

| II Brustwerk C–g3 |                 |       |
| 10.               | Singend Gedackt | 8′    |
| 11.               | Flöte           | 4′    |
| 12.               | Prinzipal       | 2′    |
| 13.               | Waldflöte       | 1 ⁄3′ |
| 14.               | Tertian II      |       |
| 15.               | Scharff III     |       |
| 16.               | Krummhorn       | 8′    |
| 17.               | Tremulant       |       |

| Pedalwerk C–d1 |               |     |
| 18.            | Subbass       | 16′ |
| 19.            | Prinzipal     | 08′ |
| 20.            | Oktave        | 04′ |
| 21.            | Hintersatz IV |     |
| 22.            | Posaune       | 16′ |

- 2 freie Kombinationen
- Tutti
- Zungen ab
- Koppeln: II/I, I/P, II/P

Disposition seit 2020
| I Positiv CD–d3 |                 |    |
| 1.              | Gedact          | 8′ |
| 2.              | Quintade        | 8′ |
| 3.              | Principal       | 4′ |
| 4.              | Rohrflöte       | 4′ |
| 5.              | Oktave          | 2′ |
| 6.              | Sesquialtera II |    |
| 7.              | Scharff III     |    |
| 8.              | Krummhorn       | 8′ |

| II Oberwerk CD–d3 |             |       |
| 9.                | Principal   | 8′    |
| 10.               | Gedact      | 8′    |
| 11.               | Oktave      | 4′    |
| 12.               | Quinte      | 3′    |
| 13.               | Oktave      | 2′    |
| 14.               | Siflit      | 1 ⁄3′ |
| 15.               | Mixtur IV–V |       |
| 16.               | Cimbel III  |       |
| 17.               | Trommet     | 8′    |

| Pedal CD–d1 |             |     |
| 18.         | Subbass     | 16′ |
| 19.         | Prinzipal   | 08′ |
| 20.         | Oktave      | 04′ |
| 21.         | Mixtur IV–V |     |
| 22.         | Posaune     | 16′ |
| 23.         | Trommet     | 08′ |
| 24.         | Cornett     | 04′ |

- Tremulant für das ganze Werk
- Cimbelstern
- Calcantenzug
- Koppel: II/I als Schiebekoppel
- Stimmung nach Bach-Barnes

### Bildtafeln

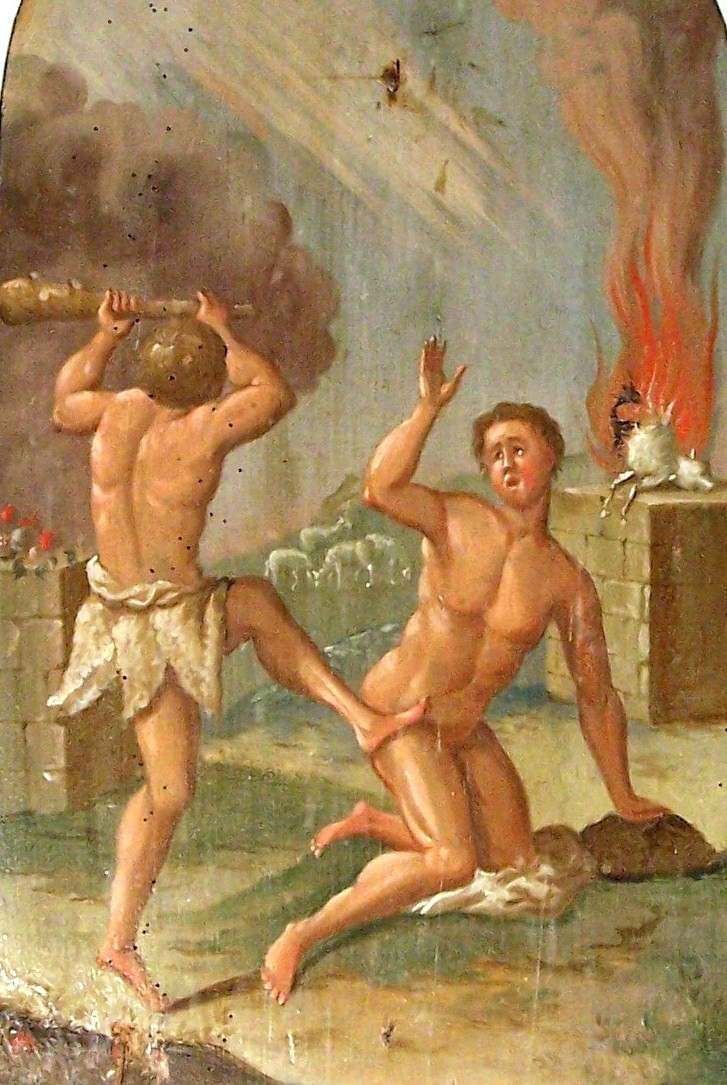
Eine der 65 Bildtafeln von Ludwig Müller nach einer Vorlage von Christoph Waigel. Kain und Abel für das Gebot „Du sollst nicht töten“

Die 65 Bildtafeln an den Emporen stammen von dem Itzehoer Maler Ludwig Müller, der mit dem Orgelbaumeister Johann Daniel Busch nach Grundhof kam. Aufbau und Form der Emporenbilder erinnern an die mittelalterlichen Armenbibeln.
Die Bildfolge beginnt auf der Westempore mit der Übergabe der Gesetzestafeln an Mose. Die nächsten 10 Bilder veranschaulichen, wie in der Kirche in Bordelum, die Zehn Gebote durch Szenen aus dem Alten Testament. Die Auswahl der Biblischen Geschichten, die die Gebote verdeutlichen sollen, folgen, bis auf das 3.8. und 9. Gebot, dem in Wittenberg gedruckten kleinen Cathechismus von 1563.
Die Bilder an der Nordempore sind bibelchronologisch geordnet. Dargestellt sind zunächst Szenen aus dem Alten Testament.
Die Bilder zum Neuen Testament beschränken sich wie das apostolische Glaubensbekenntnis auf Kindheit, Passion und Auferstehung Jesu.
Die Darstellung der Tugenden Glaube, Liebe, Hoffnung und Treue haben ein anderes Format.
Auf der Ostempore gegenüber der Darstellung des Dekaloges finden sich acht Bilder zu den Seligpreisungen mit einem Hinweis auf die himmlische Vollendung.
Zu allen Bildern gibt es Unterschriften mit den Angaben der Bibelstelle des Dargestellten, sowie mindestens einer weiteren Bibelstelle. Das deutet auf ein typologisches Verständnis des Alten Testamentes hin.
Die Tafeln zu den Seligpreisungen, sowie 17 Bilder zum Alten Testament folgen in der Darstellung den Stichen Von Christoph Weigel. Welche weiteren Vorlagen vom Maler verwendet wurden, ist nicht bekannt.

### Der Christus in der „Frauentür“
In der zugemauerten Türöffnung der ehemaligen „Frauentür“ an der Nordwand der Kirche hängt seit Beginn des Jahres 2004 eine mehrere hundert Jahre alte Christusfigur. Das Kruzifix gehörte einer Familie, die 1783 aus der Pfalz an die Wolga aussiedelte. Als Bindung und Erinnerung an ihre deutsche Heimat nahm diese protestantische Familie „ihren“ Christus mit in die Fremde. Als Russlanddeutsche wurden ihre Nachfahren mehrmals umgesiedelt, unter anderem nach Sibirien, Kasachstan und in die Ukraine. In der Verfolgung begleitete sie das Kruzifix als Ausdruck ihres Glaubens. Die verloren gegangenen Arme wurden durch neue, grob geschnitzte, ersetzt.

### Weiteres
An der Nordempore hängen Gemälde von Martin Luther und den früheren Grundhofer Pastoren Ordoff, Jordt und Jacobsen. Der aus Lutzhöft stammende Jacobsen wurde Propst der Propstei Flensburg und versah sein Amt als Propst von Grundhof aus. Nach ihm wurde das Propst-Jacobsen-Haus in Langballig benannt.
Seit 1999 hängt im hinteren Teil der Kirche ein Triptychon der Glücksburger Künstlerin Asta Vorsteher. Das dreiteilige Bild trägt den Titel Sein – Werden – Vergehen. Es hat das Leben und Sterben des Menschen unter dem Licht Gottes zum Thema. Der Messingkronleuchter wurde 1742 von der Familie Petersen aus Bönstrup gestiftet und beim Brand ebenso gerettet wie der Altarleuchter aus dem 17. Jahrhundert. Der Kronleuchter in der Turmhalle ist eine Stiftung aus dem Jahr 1933. Bemerkenswert sind die feinen Schmiedearbeiten an den Emporenpfeilern und der Aufhängung des Kronleuchters.
In der Turmhalle hängt die Gedenktafel für die Gefallenen des Deutsch-Dänischen und des Deutsch-Französischen Krieges. Auf dem Friedhof steht ein Ehrenmal für die Gefallenen der beiden Weltkriege, das auch die Namen der russischen Zwangsarbeiter vermerkt, die während des Zweiten Weltkrieges hier ums Leben kamen.

## Friedhofsmauer

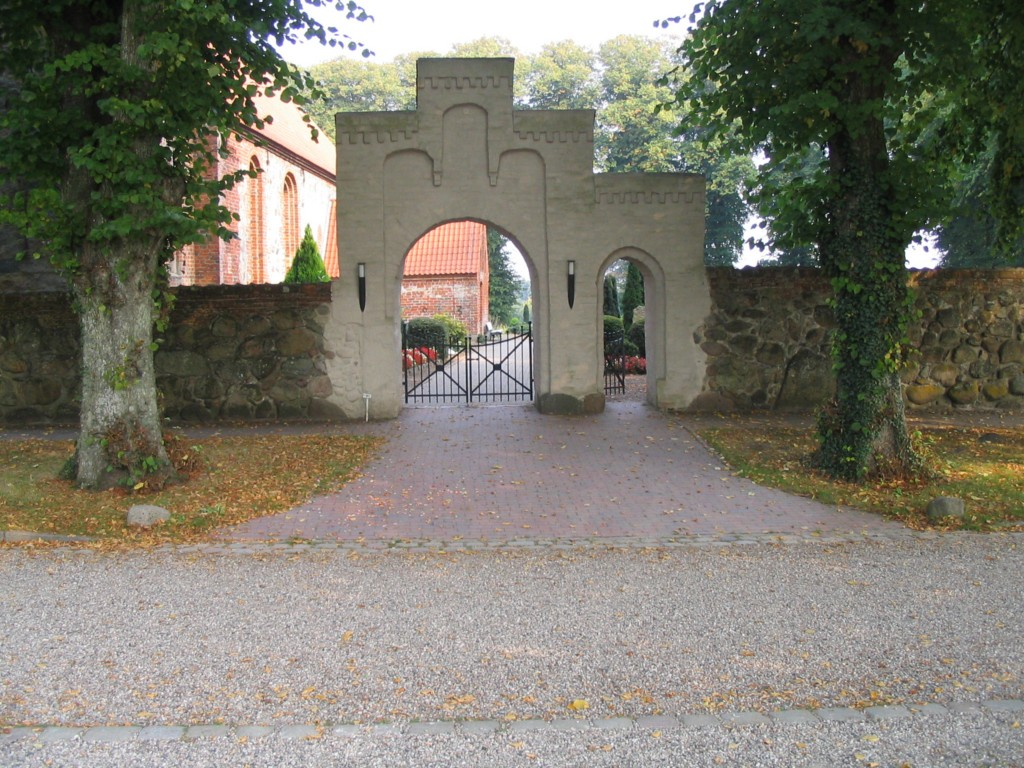
Westliches Kirchhofportal der St.-Marien-Kirche in Grundhof

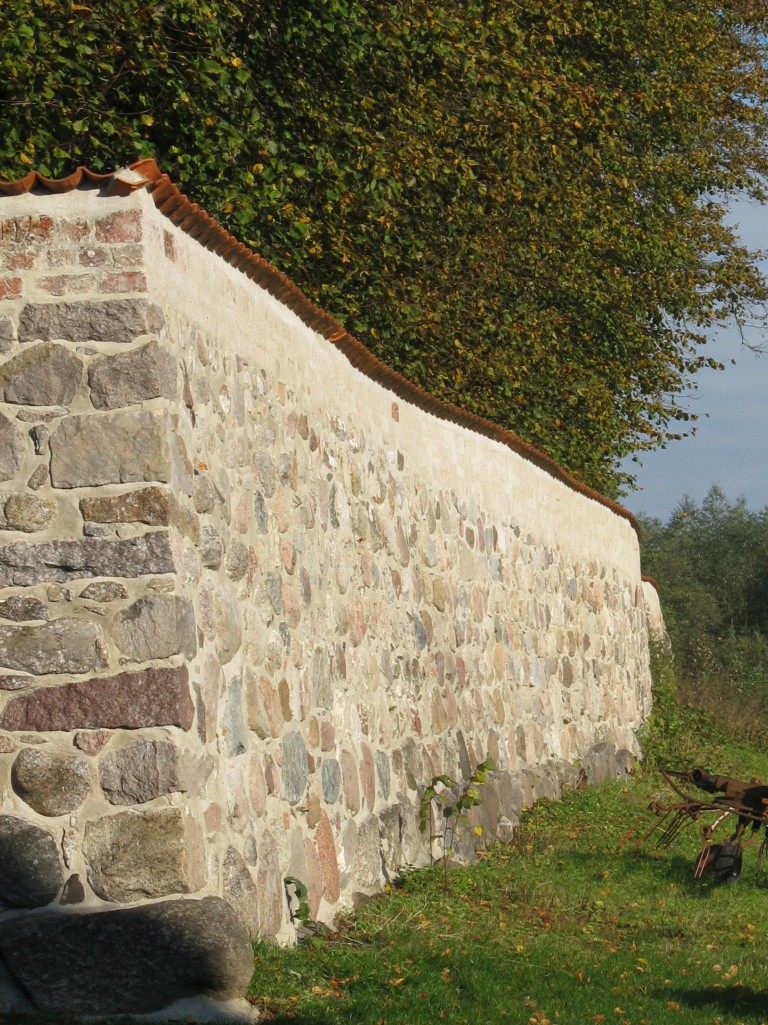
Die 1,20 m starke und bis zu 2,40 m hohe Friedhofsmauer aus Feldsteinen

Aus der Zeit um etwa 1450 stammt die mächtige Friedhofsmauer, die den Friedhof von drei Seiten umgibt. Die frühere vierte Seite wurde 1888 für eine Friedhofserweiterung abgebrochen. Wegen ihrer Größe und Wuchtigkeit wird vermutet, dass die Anlage als Wehrmauer gebaut wurde. Allerdings fehlen im Gegensatz zu den aus Süddeutschland bekannten Wehrfriedhöfen weitere Befestigungsanlagen. Mit einer durchschnittlichen Höhe von 2,00 m, einer Stärke von 1,20 m und einer gesamten Länge von 240 m gilt sie noch jetzt als die größte Kirchhofsmauer Schleswig-Holsteins. Wie die Kirche selbst, besteht sie aus mit Dachziegeln gedeckten Feldsteinen. In den Jahren 2008 und 2009 hat die Kirchengemeinde die gesamte Mauer aufwändig restauriert. Im Mauerwerk deuten etliche Jahreszahlen auf frühere Reparaturarbeiten hin. Die in den Beschreibungen von Nerong und R. Haupt angegebene Zahl 1514 ist allerdings nicht mehr auffindbar. Dafür aber die Zahlen: 1618, 1692, 1699, 1745, 1753, 1888, 1894, 1897, 1899, 1914, 1957 und 2009.
Die gesamte Mauer wird durch einen Lindenkranz geschmückt, der bereits im Jahre 1687 erwähnt wurde.

## Grüfte
Im Spätherbst 2005 wurde in der Kirchenmauer das Belüftungsfenster einer alten Gruft entdeckt. Man fand einen etwa 20 m² großen Raum mit Tonnengewölbe. Nach Ocke Christian Nerong besaßen die vier großen Höfe Lundsgaard, Gut Freienwillen, Unewatthof und Seeklüft in der Kirche Grabgewölbe, bzw. Erbbegräbnisse. Die Grabstätten von Unewatthof und Seeklüft galten allerdings schon 1888 als verschüttet. Der Zugang zu den Grabgewölben von Lundsgaard (westlich vom Kronleuchter) und Freienwillen (westlich vom Altar) erfolgte durch den Kirchenfußboden.

## Glocken
Es gibt nur wenig Informationen über die Glocken, die vor 1922 existierten. Bekannt ist, dass bei dem Kirchenbrand 1756 zwei vorhandene Glocken zerstört wurden. Aus deren Resten wurde bei den Glockengießern Beseler u. K Riesche in Rendsburg eine neue Glocke geschmolzen, die dann 1798 sprang und neu gegossen werden musste. Eine zweite kleinere Glocke wurde in Seeth bei Tondern gekauft. 1917 beschlagnahmte man die große Glocke für Kriegszwecke. Die kleine Glocke sprang 1921, so dass die Kirche über kein Geläut mehr verfügte.
Daraufhin werden 1922 drei Eisenhartgussglocken in den Tönen e1, g1 und b1 der Firma Ulrich/Weule aus Apolda/Bockenem angeschafft. Der Kaufpreis betrug 46.968,00 Mark.
- Glocke 1: e1, Durchmesser 1,58 m, Gewicht 1510 kg, Inschrift: „Des Glaubens Kraft“.
- Glocke 2: g1, Durchmesser 1,28 m, Gewicht 828 kg, Inschrift: „Der Liebe Leid“.
- Glocke 3: b1, Durchmesser 1,10 m, Gewicht 530 kg, Inschrift: „Der Hoffnung Sehnen“.

Im Gegensatz zu den Gussstahlglocken des Bochumer Vereins haben diese Glocken nur eine durchschnittliche Lebensdauer von 70 Jahren. Im September 2007 wurde im Inneren der beiden kleineren Glocken erhebliche Korrosion und Löcher festgestellt. Aus Sicherheitsgründen wurden diese stillgelegt und später vor der Kirche aufgestellt.
Im Mai 2008 beschloss der Kirchenvorstand die Anschaffung eines neuen Geläutes im Gloria-Motiv bei der Glockengießerei Rudolf Perner in Passau. Der Glockenguss fand am 20. März 2009 statt. Die Namen der alten Glocken wurden übernommen und zusätzlich die Jahreszahl 2009 und das Kirchensiegel angebracht. Auf der Rückseite der Glocken sind die Stifter vermerkt. Es dürfte sich bei dem Geläut auch um das nördlichste der Gießerei Perner handeln.
- Glocke 1: e1, Durchmesser 121 cm, 1100 kg, „Des Glaubens Kraft“
- Glocke 2: fis1, Durchmesser 107 cm, 790 kg, „Der Hoffnung Sehnen“.
- Glocke 3: a1, Durchmesser 920 cm, 530 kg. „Der Liebe Leid“.

## Pastoren
1743 wurde in der Grundhofer Marienkirche eine Predigt gehalten, die weithin Widerhall fand. Pastor Johann Christoph Ordorff bestieg die Kanzel mit einem Totenkopf und mahnte die Gemeinde mit eindringlichen, in Verse gesetzten Worten, von Putz- und Rangsucht Abschied zu nehmen:
Grundhof, sieh, ei sieh mal hier

einen aus dem Reich der Toten.

Einer von den Gottesboten

rufet mich zu dir herfür.

Deine Rangsucht, die durchaus

immer unbezwinglich bleibet,

wecket, bringet, ja, sie treibet

mich aus meiner Ruh heraus.

Grundhof, Grundhof, tue Buße!

ruft dir zu ein Totenkopf.

Du, du bist von Rangsucht voll,

voll von Hass, von Zank und Groll,

Grundhof, sei nicht länger toll!
Diese sog. Totenkopfpredigt, die im Ganzen 32 Verse umfasste, machte Ordorff als streitbaren Seelsorger weit über Grundhof hinaus bekannt.
Schon vor der Schleswig-Holsteinischen Erhebung sprach sich Pastor Georg Wilhelm Schmidt energisch gegen den dänischen Einfluss im Herzogtum Schleswig aus. Ab 1848 beteiligte sich am Angler Landsturm gegen die Dänen. Nach der Niederlage der Schleswig-Holsteinischen Armee floh er nach Hamburg, wo er noch 1850 starb. Der Altertumsforscher Diedrich Harries, seit 1834 beliebter Kompastor der Gemeinde, wurde während der Auseinandersetzung um die Durchsetzung der dänischen Sprachreskripte zwangsweise in den Ruhestand versetzt.